# Homosexualidad y budismo

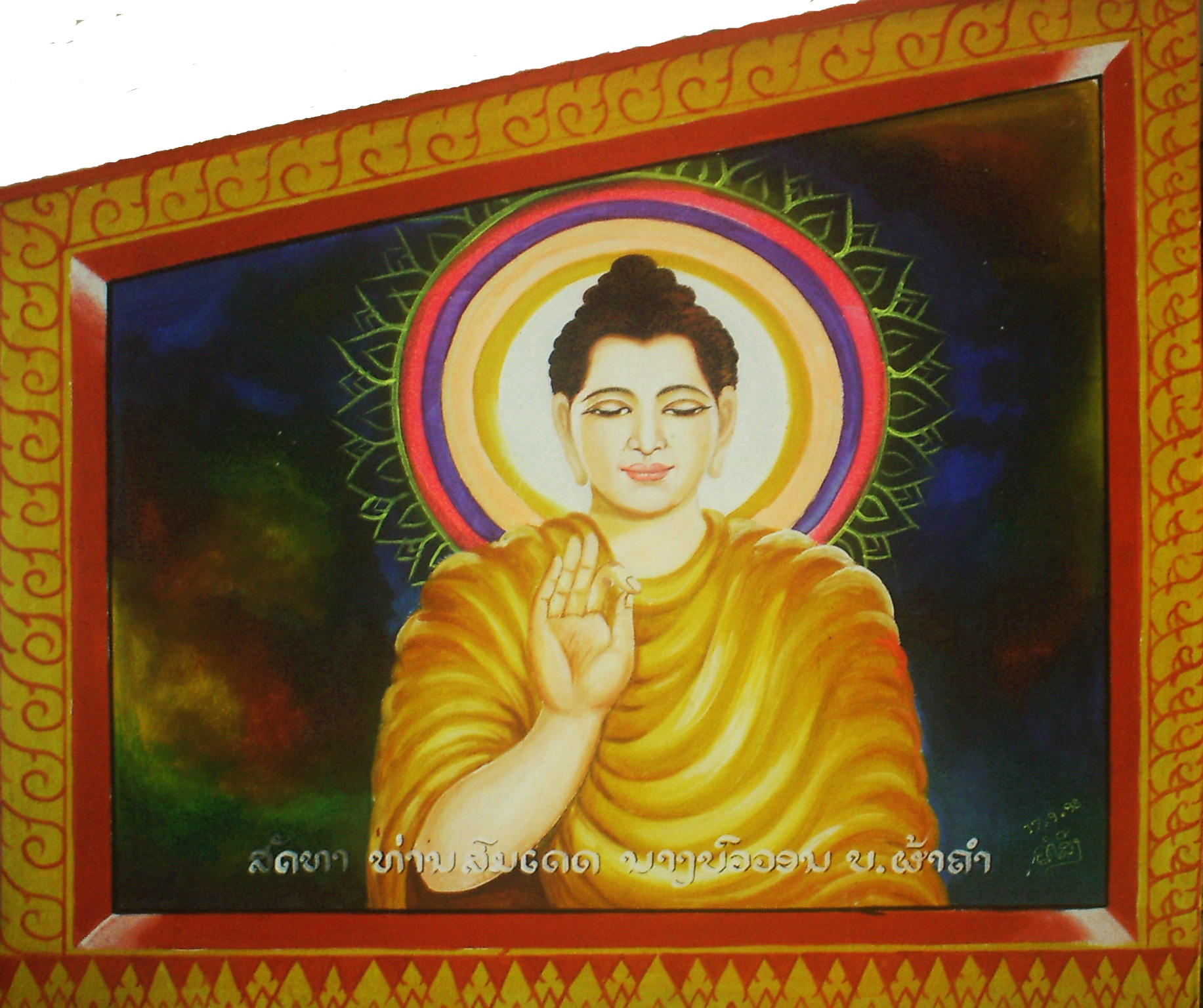
Buda suele aparecer como una figura andrógina y asexuada, como en esta pintura en un monasterio de Laos.

Entre los budistas existe diversidad de opinión sobre la homosexualidad. El budismo enseña que el goce sensual, el deseo en general y la sexualidad en particular son obstáculos para encontrar la iluminación (Nirvana).

## Budismo en occidente
En contraste con varias tradiciones del budismo asiático, el Budismo en Occidente está asociado con políticas de igualdad social y libertad del individuo, en parte como resultado de una gran clase media intelectual practicante y sus raíces filosóficas en la libertad de pensamiento de la humanidad aconfesional.
Al aplicar la filosofía budista a la homosexualidad, los budistas occidentales enfatizan la importancia que Buda daba a la tolerancia y la búsqueda de respuestas en uno mismo. Buda hacía hincapié en los valores existentes en la obra completa del budismo más que en el examen específico de algunos pasajes o textos. Como resultado de ello, el budismo occidental es totalmente gay-friendly, especialmente desde la década de 1990. La interpretación de la conducta sexual errónea es una decisión individual y no puede estar sujeta a ninguna autoridad central, punto de vista que acepta a la totalidad de la población. Dentro del colectivo LGBT, personas como Issan Dorsey han sido ordenadas como monjes budistas.
El estudioso occidental Alexander Berzin propone un punto de vista interesante. Los textos budistas tradicionales fueron escritos desde el punto de vista de un hombre heterosexual. Si exploramos la intención de estos textos sobre el comportamiento sexual inapropiado, su objetivo final es eliminar el apego, deseo obsesivo e insatisfacción. Si un hombre heterosexual no es capaz de contener sus emociones perturbadas, podría tener sexo con la pareja de otra persona o con otros hombres. Podemos aplicar la misma lógica, y preguntar qué constituye apego, deseo obsesivo e insatisfacción para un hombre o una mujer homosexuales, o una persona bisexual. Por ejemplo, tener sexo con la pareja de otra persona, etc. serían acciones destructivas para estos tipos de personas también.

## Bendiciones a parejas del mismo sexo
Algunos templos budistas han comenzado a bendecir a las parejas del mismo sexo, incluso celebrando matrimonios homosexuales, sin distinciones a una boda heterosexual. En junio de 2011, el templo japonés Shunkō-in de Kioto, perteneciente a la escuela Myōshin-ji del budismo Zen, celebró la primera boda del mismo sexo budista en el país como parte del Mes del Orgullo. Al año siguiente, un monasterio budista de Taoyuan, al norte de la isla de Taiwán, celebró por primera vez una boda homosexual de esta religión en la República de China entre dos mujeres.

### Grupos budistas LGBT
- Heartland, Gay Buddhists Fellowship - Singapore.
- Gay Buddhist Fellowship
- Gay Men's Buddhist Sangha
- TGBuddhist.net, Transgender Buddhist support group

- Datos: Q959674
- Multimedia: LGBT topics and Buddhism / Q959674